# Mireille Tchengang
Mireille Tchengang, de son nom complet Viannelle Mireille Tchengang, née le 20 décembre 2002 à Douala, est une footballeuse internationale camerounaise.

## Biographie

### Famille, jeunesse et débuts
Fille de l'homme d'affaires Raymond Tchengang, Mireille Tchengang naît le 20 décembre 2002 à Douala et est arrivée en France très jeune. Elle commence le foot à l'âge de 7 ans avec les garçons du club de sa ville.

### Carrière
En février 2020, Mireille Tchengang rejoint les Lionnes indomptables. En 2021, elle quitte le Paris Saint-Germain pour signer un contrat de deux ans à Soyaux, club de D1 Arkema. En janvier 2022, après son départ d'ASJ Soyaux, elle s'engage avec Thonon Evian Grand Genève, En août 2022, elle signe avec le Club athlétique de Paris 14. En juin 2023, elle quitte le Club athlétique de Paris 14 pour rejoindre le FC Roubaix Wervicq. En février 2025, elle rejoint le Racing Union Lëtzebuerg.

## Agression
En novembre 2024, Mireille Tchengang affirme avoir été agressée par deux joueuses. Elle publie sur son compte Instagram des photos avec des ecchymoses sur le visage.